# جورج ألين (لاعب كرة قدم أمريكية)
جورج ألين (بالإنجليزية: George Allen)‏ هو لاعب كرة قدم أمريكية أمريكي، ولد في 4 أبريل 1944 في لونغفيو في الولايات المتحدة، وتوفي في 2 مايو 1987.

## وصلات خارجية
- جورج ألين على موقع مرجع كرة القدم المحترفة.كوم (الإنجليزية)